# Saint-Louis-du-Nord
Saint-Louis-du-Nord – miasto w Haiti, położone w departamencie Północno-Zachodnim. Liczy 105 808 mieszkańców (2009). Ośrodek przemysłowy.